# 非揮發性SRAM

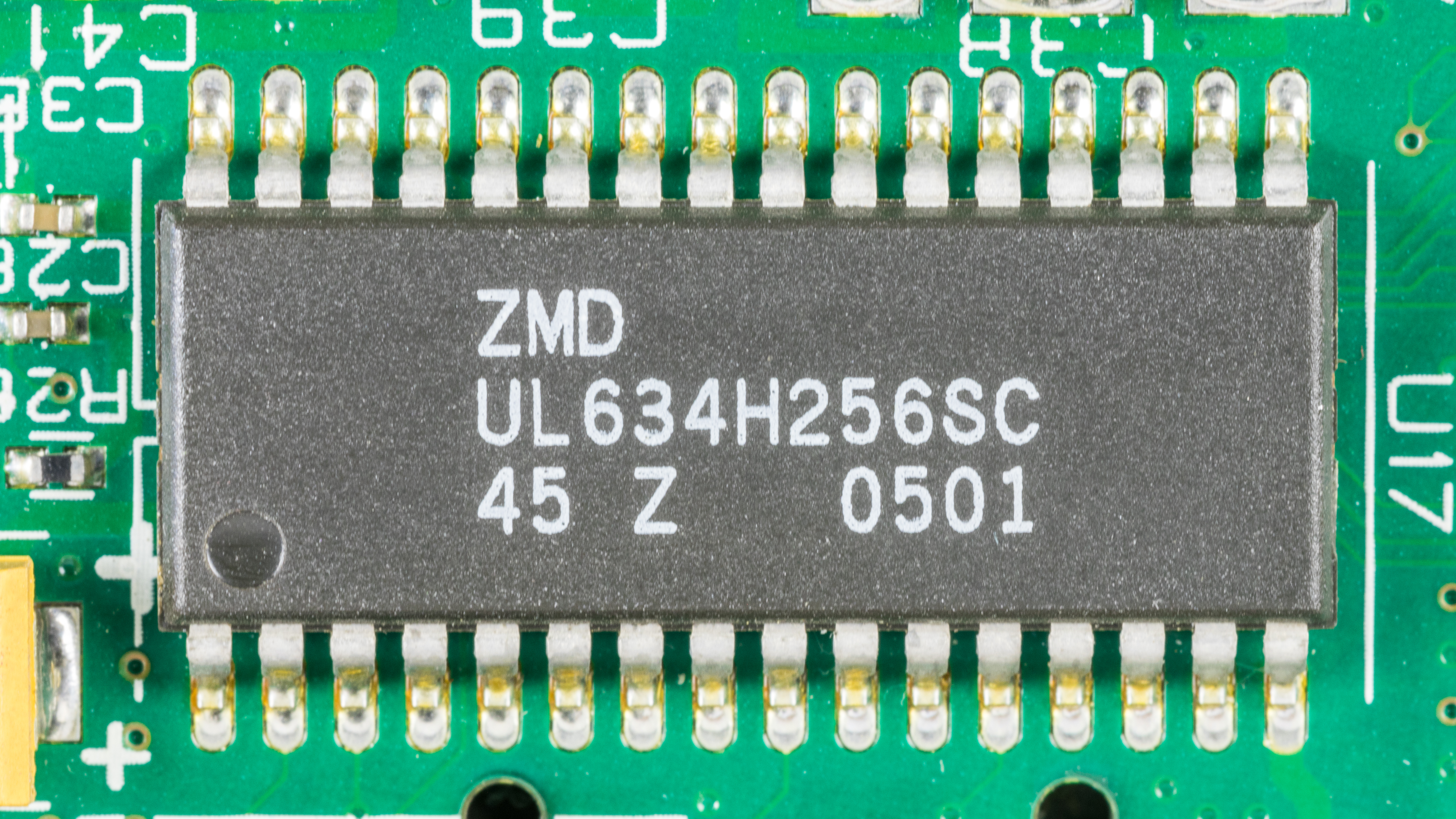
ZMD UL634H256SC

非揮發性SRAM（non-volatile SRAM，nvSRAM）是一種非揮發性隨機儲存記憶體，它的操作方法和普通的靜態隨機存取記憶體(Static Random-Access Memory，SRAM)大同小異，但卻不需要供電來維持記憶體內部的值。雖然非揮發性SRAM在結構上跟一般的SRAM是相同的，但是一般的SRAM只能做讀和寫，而非揮發性SRAM則可以做出讀(read)、寫(write)、儲存(store)、召回(restore)等動作。
而要做出非揮發性SRAM的方法有很多種，其中一種方法是整個區塊或整個模組要斷電之前，把非揮發性SRAM內部的值藉由store來把值轉移到非揮發性記憶體上，等到區塊或模組上電後，在藉由restore來把之前存入的值取出來，此方法為使用硬體來做儲存的方法。還有許多其他種類的方法，如自動儲存(AutoStore)和軟體儲存(Software Store)皆是儲存的方法。
而非揮發性SRAM的應用層面很廣，因為不僅僅解決的SRAM無法永久保存值的缺點，並且透過使用非揮發性SRAM也可以達到低功耗的目的，同時也可以保有基本SRAM的高速運作。

## 基本原理
目前非揮發性儲存實現方式主要有三種：Micro Power SRAM+後備電池+控制器、電池後備供電SRAM(BBSRAM, Battery Backup SRAM)、NVSRAM。在NVSRAM尚未問世前，前兩種記憶體是市場上的主流，因為其出現較早，是較傳統的應用，但其缺點也一直存在。以下將分別探討這三種方式的優缺點。
1. Micro Power SRAM+後備電池+控制器
Micro Power SRAM+後備電池+控制器的結構是由控制器判斷外部電源是否正常，假如出現異常，會切換到電池供電，以保存Micro power SRAM的數據。這種結構需要三個零組件，即Micro power SRAM、控制器和電池，其電路設計非常麻煩，且佔用很大的PCB空間，而電池所帶來的問題也很多。
2. BBSRAM
BBSRAM的結構整合了SRAM與控制器。與第一種結構相比，BBSRAM較為簡單，但其封裝體積非常大，也需要電池，這將為客戶帶來許多不便。首先，由於環保問題日益重要，內含電池的BBSRAM不符合RoHS標準；其次，電池也使加工生產更加複雜；而保存期限也是一個問題，一般BBSRAM號稱可以保存10年，但實際上一般僅有5年，甚至部份產品僅能保存1~2年。此外，還有一個最重要的問題，即電池泄漏。這個問題影響的不僅是BBSRAM本身，還會危及周圍電路！除了體積和電池的問題，還需考量性能，BBSRAM最快只能達到70ns，這對速度要求比較高的產品來說也會形成侷限。因此，業界極需一種新型的替代產品。
3. NVSRAM
NVSRAM相當於將一顆SRAM和EEPROM整合，外加一些控制部份。其大小和其他普通晶片一樣，大幅節省了PCB空間，其內部結構和工作方式將於後文詳細闡述。很明顯，前述帶電池的兩種方式的不便在NVSRAM裡完全不會看到，它符合RoHS標準，加工製程簡單，可保存長達100年。值得一提的是，NVSRAM速度最快可達15ns，大幅提高了產品性能。
NVSRAM採用SRAM+EEPROM方式，實現了無須後備電池的非揮發性儲存，晶片介面、時序等與標準SRAM完全相容。
NVSRAM的外部介面與SRAM相同，讀寫控制都是由晶片使能(CE)、讀取使能(OE)、寫入使能(WE)來控制，時序標準也與SRAM完全相同。NVSRAM與SRAM的最大不同之處在於NVSRAM需外接一個電容器(Vcap)，當外部電源關斷時可透過電容器放電提供電源，將SRAM中的數據拷貝到EEPROM(圖5)。
NVSRAM通常在SRAM中進行作業，只有當外界突然斷電或認為需要儲存的時候才會把數據儲存到EEPROM中去，當檢測到系統上電後，會把EEPROM中的數據拷貝到SRAM中，使系統正常執行。
NVSRAM工作方式
NVSRAM有三種儲存方式：自動儲存、硬體儲存和軟體儲存；有兩種‘召回’(RECALL)作業方式：自動RECALL和軟體RECALL。
儲存是指數據從SRAM到EEPROM的過程，其過程包括兩個步驟：擦除之前EEPROM的內容；把目前SRAM的數據存到EEPROM中。然而，RECALL是指EEPROM到SRAM的過程。它也包括兩個步驟：清除之前SRAM的內容；把EEPROM的數據拷貝到SRAM中。
自動儲存 當檢測到外界電壓低於最小值時，會自動保存SRAM的數據到EEPROM中，其間所需電壓由外部電容器提供.
硬體儲存 NVSRAM有一個/HSB接腳，可以將/HSB接腳連接至CPU，由CPU來控制，當拉到低電平時進行儲存作業，會保存SRAM的數據到EEPROM中。
軟體儲存 軟體儲存是由一個預定義的六個連續SRAM讀取作業進行控制，以便將數據從SRAM保存至EEPROM中。
自動RECALL 當檢測到外界重新上電時，數據會自動從EEPROM拷貝到SRAM中。
軟體RECALL 軟體RECALL是由一個預定義的六個連續SRAM讀取作業進行控制，可將數據從EEPROM拷貝到SRAM中。
應用 
NVSRAM適用於斷電時保存不能丟失的重要數據，主要應用領域包含：
1. 網路通訊設備
```
 NVSRAM適用於儲存初始化資訊、硬體版本資訊、警報資訊等，能在斷電時儲存現場資訊及異常資訊等，當重新上電後，像如路由器、高階交換機、防火牆等設備的重要數據不會丟失。
```

2. 列印設備類 
```
 包含印表機、傳真機、掃描器等。特別是銀行印表機，可儲存賬號和交易資訊，當突然停電時，NVSRAM可以對已經完成但還未列印到存摺或清單上的數據進行儲存，等系統重新上電時印表機不會丟失此交易資訊，可以直接列印。
3. 工業控制應用
 包括工控板、鐵路/地鐵訊號控制系統、高壓電繼電器等。在這類產品中，作業過程和數據運算結果等資訊尤為重要，當斷電時，NVSRAM會儲存中間作業和運算結果，重新上電時這些結果會重新拷貝到SRAM中，不會丟失任何中間運算結果。
```

4. 汽車電子
```
 可應用在行駛記錄儀等裝置中，儲存汽車即時數據，即存放汽車發生事故前後的數據，可分析事故發生的原因和事故的責任。發生事故時，汽車系統很可能會沒有電源，若要把速度、剎車、轉向燈、車門、發動機溫度等一些重要的資訊記錄下來，就需要使用到NVSRAM。
```

5. 醫療設備
```
  如彩色超音波，可用於儲存啟動設置、醫院ID、模式設置等。
```

6. 伺服器
```
 如RAID伺服器。RAID是由多塊硬碟組成，需記錄文件的位置，NVSRAM可即時保存這些資訊，當出現故障時仍會保留這些資訊。
```